# Más populares que Jesús
«Más populares que Jesús» es parte de un controvertido comentario dicho por el integrante del grupo de rock The Beatles, John Lennon en 1966. Lennon dijo que el cristianismo estaba en decadencia y que los Beatles se habían vuelto más populares que Jesucristo. El comentario no llamó la atención cuando fue dicho originalmente, pero las reacciones de enojo estallaron en las comunidades cristianas cuando el comentario se difundió en los Estados Unidos, cinco meses después. Popularmente, se cree que la frase fue «Más grandes que Jesús", siendo esta una malinterpretación de los dichos de Lennon.
Lennon había hecho originalmente el comentario en marzo de 1966, durante una entrevista con Maureen Cleave para el periódico británico London Evening Standard, aunque no provocó ninguna reacción pública. Cuando la revista estadounidense para adolescentes Datebook citó en agosto el comentario de Lennon, estallaron extensas protestas en el sudeste de los Estados Unidos. Los discos de los Beatles se prohibieron en la radio y fueron quemados públicamente, se cancelaron las conferencias de prensa e incluso se amenazó a la banda. La polémica coincidió con la gira del grupo por Estados Unidos de 1966, y tanto Lennon como Brian Epstein, mánager de la banda, intentaron calmar el conflicto con una serie de conferencias de prensa. Algunos eventos de la gira experimentaron interrupciones e intimidaciones, incluyendo una protesta del Ku Klux Klan. La controversia contribuyó a la falta de interés de los Beatles por brindar espectáculos en vivo, y la gira por Estados Unidos fue la última con la que se comprometieron, después de la cual se convirtieron exclusivamente en una banda de estudio.

## Antecedentes

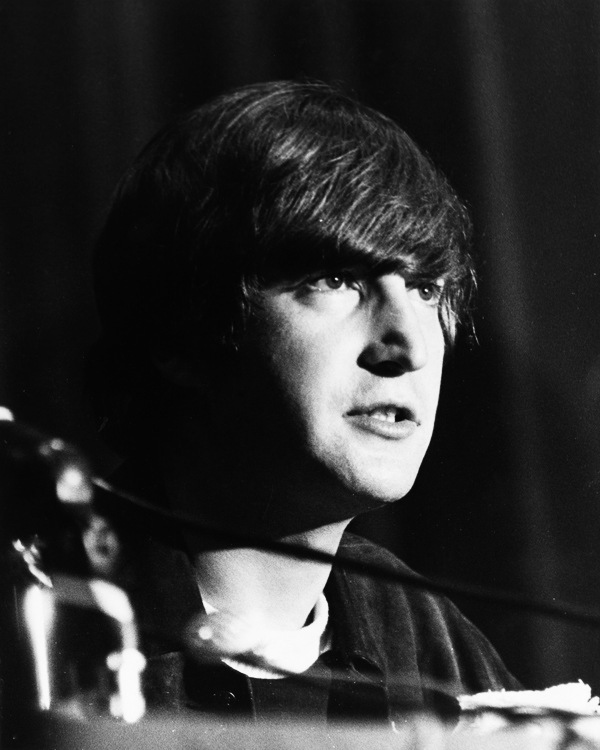
John Lennon hablando con los periodistas a fines de 1964.

En marzo de 1966, el periódico británico London Evening Standard publicó una serie semanal de artículos titulados «¿Cómo vive un Beatle?», que contó con la participación de Lennon, Ringo Starr, George Harrison y Paul McCartney respectivamente. Los artículos fueron realizados por Maureen Cleave, que conocía bien al grupo y los había entrevistado con frecuencia desde el inicio de la Beatlemanía en el Reino Unido. Tres años antes, Cleave había escrito que los Beatles eran «los queridos de Merseyside», y los había acompañado en el avión durante la primera gira estadounidense del grupo en febrero de 1964. Para su sección sobre el estilo de vida de los integrantes del grupo, ella eligió entrevistarlos individualmente, en lugar de entrevistarlos a todos juntos, como se pensaba hacer.
Cleave entrevistó a Lennon el 4 de marzo de 1966 en Kenwood, la casa de Lennon. Ahí se encontró con un crucifijo de tamaño real, un disfraz de gorila, una armadura medieval y una biblioteca bien organizada, con trabajos de Alfred Tennyson, Jonathan Swift, Oscar Wilde, George Orwell, Aldous Huxley y The Passover Plot de Hugh Schonfield, el cual influenció en las ideas de Lennon sobre el cristianismo. El artículo de Cleave mencionó que Lennon estaba «leyendo mucho sobre religión», y citó un comentario que él hizo:

El Cristianismo se irá. Desaparecerá y se encogerá. No necesito discutir sobre eso, tengo razón y voy a tener razón. Nosotros ahora somos más populares que Jesús, no sé qué se irá primero, si el rock and roll o el Cristianismo. Jesús estaba bien pero sus discípulos eran ordinarios, son ellos los que para mí lo arruinan.

La entrevista de Cleave con Lennon fue publicada en el Evening Standard en marzo de 1966 y no provocó ninguna reacción pública en el Reino Unido. La asistencia a las iglesias estaba en declive y las iglesias cristianas no ocultaban sus esfuerzos para transformar su imagen en algo más relevante para los tiempos modernos. El historiador musical Jonathan Gould escribió: «Los comediantes de sátira se deleitaban con los intentos cada vez más desesperados de la Iglesia de parecer más relevantes». En 1963, el obispo anglicano de Woolwich, John Robinson, publicó un controversial pero popular libro, llamado Honest to God instando a la nación a rechazar las enseñanzas tradicionales de la Iglesia sobre la moral y el concepto de Dios como un «hombre viejo en el cielo», y en cambio abrazar una ética universal de amor. El escrito de Bryan Wilson de 1966 titulado La religión en la sociedad secular explicó que la creciente secularización llevó a que las iglesias británicas fueran abandonadas. Sin embargo, en los Estados Unidos las iglesias continuaban siendo populares.
Tanto McCartney como Harrison habían sido bautizados en la Iglesia católica, pero ninguno de ellos siguió el cristianismo. Al inicio de la Beatlemanía, el grupo tomó contacto con el reverendo Ronald Gibbons, quien le dijo a periodistas que una versión de los Beatles de «Adeste fideles» le proporcionaría a la Iglesia de Inglaterra «el real impacto que necesita».

## Reacción en los Estados Unidos
El día después de que el artículo de Cleave apareció en el Evening Standard, el jefe de prensa de los Beatles, Tony Barrow, le ofreció a Datebook, una revista estadounidense para adolescentes, los derechos de las cuatro entrevistas. Barrow creyó que las mismas eran importantes para mostrarle a los fanáticos que los Beatles estaban progresando más allá de una simple música pop y produciendo trabajos intelectualmente desafiantes. Como Datebook ya tenía trabajos sobre la diseñadora de moda Mary Quant y sobre los efectos de la LSD, parecía ser un vehículo adecuado para llevar esta información.
A fines de julio de 1966, casi cinco meses después de la publicación en el Reino Unido, Datebook volvió a publicar las entrevistas. No obstante Art Unger, editor de arte, decidió poner deliberadamente la frase de Lennon en su portada frontal, cortando la misma. En Birmingham, Alabama, el DJ de la radio WAQY, Tommy Charles, escuchó a su compañero de trabajo Doug Layton mencionar la frase, y se indignó inmediatamente, diciendo «eso es para mí, no voy a pasar nunca más a los Beatles». Charles y Layton consultaron a sus oyentes sobre el comentario de Lennon y la reacción fue abrumadoramente negativa. Charles declaró posteriormente «sentimos que era tan absurda y sacrílega que algo debíamos hacer para mostrarles que no pueden salir con este tipo de cosas». Al Benn, quien era el director del departamento de noticias de United Press International, escuchó el programa de WAQY e inmediatamente presentó un informe de prensa en Nueva York, convirtiéndose en artículo de primera plana del New York Times el 5 de agosto. Alrededor de 24 estaciones siguieron la tendencia de WAQY con anuncios similares. Algunas estaciones del sur profundo de los Estados Unidos fueron más lejos, y organizaron manifestaciones con fogatas, llamando a hordas de adolescentes a quemar públicamente sus discos de los Beatles y otros recuerdos de la banda.

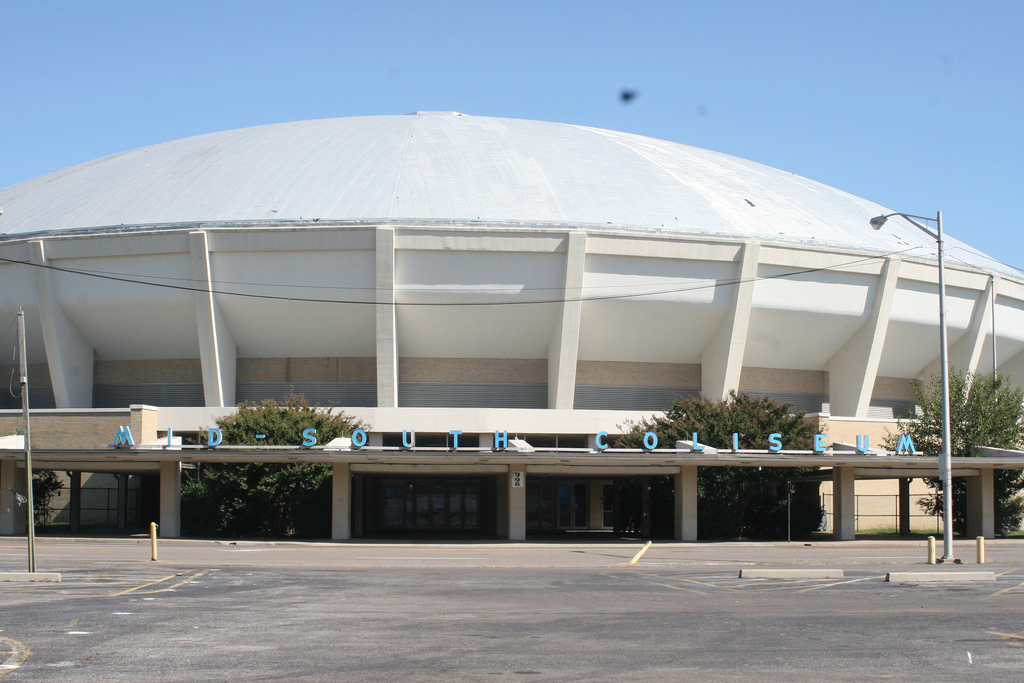
Durante la presentación de los Beatles en el Mid-South Coliseum de Memphis, Tennessee, el 19 de agosto de 1966, un petardo fue detonado en el escenario.

Epstein estaba tan preocupado por la reacción que consideró cancelar la gira estadounidense del grupo, creyendo que se verían seriamente perjudicados de alguna manera. A continuación, voló a los Estados Unidos y brindó una conferencia de prensa en la ciudad de Nueva York, donde criticó públicamente a Datebook, diciendo que la revista había sacado de contexto las palabras de Lennon, y expresó su pesar en nombre del grupo si «las personas con ciertas creencias religiosas se sintieron de alguna manera ofendidas». Los esfuerzos de Epstein tuvieron poco efecto, ya que la controvesia rápidamente se extendió más allá de los Estados Unidos. En la Ciudad de México hubo manifestaciones contra el grupo, y en una serie de países, entre ellos Sudáfrica y España, se tomó la decisión de prohibir la música de los Beatles en las emisoras de radio nacionales. El Vaticano emitió una denuncia pública contra los dichos de Lennon.
Los Beatles empezaron su gira por los Estados Unidos el 11 de agosto de 1966. Según la esposa de Lennon, Cynthia, él se encontraba nervioso y molesto por la reacción de la gente con él simplemente por expresar su opinión. Los Beatles asistieron a una conferencia de prensa en Chicago, Illinois, en la que Lennon no quería disculparse, pero Epstein y Barrow le aconsejaron que lo haga. Lennon dijo bromeando: «si yo hubiera dicho que la televisión era más importante que Jesús, podría no haber pasado nada», pero subrayó que él simplemente estaba comentando sobre cómo otras personas vieron y popularizaron la banda. Describió su propia creencia en Dios con una frase del obispo de Woolwich, diciendo: «no un hombre viejo en el cielo, yo creo que lo que la gente llama Dios es algo que todos nosotros llevamos dentro». Insistió en que él no se estaba comparando con Cristo, sino que trató de explicar el declive del Cristianismo en el Reino Unido. Presionado por un reportero para que se disculpe, dijo «si querés que me disculpe, si eso te hace feliz, entonces bien, lo siento». Los periodistas dieron una simpática respuesta, y le dijeron a Lennon que el Cinturón bíblico era «bastante conocido por su actitud cristiana».
Cuando comenzó la gira, se vio empañada por protestas y disturbios. Fueron recibidas amenazas telefónicas, y los conciertos fueron escrachados por el Ku Klux Klan. El escritor del Daily Express, Robert Pitman, en respuesta a las protestas, escribió «es descarado que los estadounidenses levanten las manos sorprendidos, cuando semana tras semana nos están exportando una subcultura que hace que los Beatles parezcan cuatro duros mayordomos viejos». La reacción también fue criticada en los Estados Unidos; una emisora de radio de Kentucky declaró que le darían espacio a la música de los Beatles para demostrar su «desprecio por la hipocresía personificada», y la revista jesuita America escribió: «Lennon simplemente estaba diciendo lo que fácilmente admitirían muchos educadores cristianos».
El ayuntamiento de la ciudad de Memphis, conociendo que un concierto de los Beatles estaba programado en el Mid-South Coliseum durante la gira, votó a favor de cancelarlo, aduciendo que «las instalaciones municipales no se pueden usar como un foro para ridiculizar la religión de nadie», y también dijo que «los Beatles no son bienvenidos en Memphis». El Ku Klux Klan clavó un álbum de los Beatles en una cruz de madera y prometió «venganza», con grupos conservadores realizando más quemas públicas de discos de los Beatles. El reverendo Jimmy Stroad declaró que una procesión cristiana en Memphis «les daría a los jóvenes del sur medio una oportunidad para demostrar que Jesucristo es más popular que los Beatles». Los espectáculos en Memphis tuvieron lugar el 19 de agosto. La presentación de la tarde salió como estaba prevista, pero hubo un pequeño incidente cuando un petardo fue detonado durante la actuación de la noche, lo que llevó al grupo a pensar que eran el blanco de disparos.
El grupo odió la gira, en parte debido a la controversia y a la reacción adversa de los comentarios de Lennon, y estaban descontentos de que Epstein continuara organizando actuaciones en directo que iban cada vez más en desacuerdo con su trabajo de estudio. Harrison contempló seriamente abandonar la banda, pero fue convencido de continuar con la condición de que los Beatles sean solo una banda de estudio a partir de ese momento. Después de un descanso, se volvieron a juntar para grabar el álbum Sgt. Pepper's Lonely Hearts Club Band, el cual tuvo un gran éxito comercial y elogios de la crítica cuando salió al mercado en junio de 1967.

## Consecuencias a raíz del comentario
Lennon fue consultado sobre la controversia tres años después durante un viaje a Canadá, en 1969. Repitió su opinión de que los Beatles eran más influyentes en los jóvenes que Cristo, agregando que algunos sacerdotes habían manifestado estar de acuerdo con él. Lennon denominó a los manifestantes de los Estados Unidos como «cristianos fascistas», diciendo que él estaba «muy interesado en Cristo. Siempre me lo he imaginado. Él tenía razón». En 1978, le dio las gracias a Jesús por el fin de la gira de los Beatles, diciendo: «si no hubiera dicho eso y no hubiera alterado al muy cristiano Ku Klux Klan, bueno, Señor, yo aún podría estar ahí con todas las demás pulgas escénicas. Dios bendiga a Estados Unidos. Gracias Jesús».
En 1993, Michael Medved escribió en The Sunday Times que «hoy, comentarios como el de Lennon nunca podrían causar controversia, porque una actitud de desprecio a la religión se espera de todos los principales artistas de pop». En 1997, Noel Gallagher afirmó que «Oasis es más grande que Dios», pero la reacción fue mínima.
En un artículo de 2008 que marcaba el 40.° aniversario del álbum homónimo de los Beatles (también conocido como «El álbum blanco»), el periódico del Vaticano, L'Osservatore Romano, emitió la siguiente declaración:

El comentario de John Lennon, el cual provocó una profunda indignación, sobre todo en Estados Unidos, después de muchos años suena como un 'alarde' de un joven obrero inglés que se encuentra con un éxito inesperado, después de crecer en la leyenda de Elvis y el rock and roll. El hecho es que 38 años después de terminar, las canciones de la marca Lennon-McCartney han mostrado una extraordinaria resistencia al paso del tiempo, convirtiéndose en una fuente de inspiración para más de una generación de músicos pop.

En respuesta a la declaración, Starr dijo «el Vaticano dijo que éramos satánicos o posiblemente satánicos, ¿y aun así nos perdonó? Pienso que el Vaticano tiene más cosas de qué hablar que de los Beatles». En su edición del 14 de abril de 2010, L'Osservatore Romano respondió a los comentarios de Starr, afirmando que John Lennon no tenía la necesidad de tener el perdón del Vaticano.  En 2010, Starr dijo que había encontrado la religión, y agregó «para mí, Dios está en mi vida. Creo que la búsqueda ha existido desde la década del 60».

## Otras menciones
El 18 de mayo de 1966, Lennon convocó al resto de los integrantes de los Beatles a una reunión en Apple Corps para anunciar que él era la reencarnación viviente de Jesús: «Tengo algo muy importante para decirles a todos ustedes. Soy Jesucristo. Estoy de vuelta otra vez». Se levantó la sesión para almorzar y Lennon nunca volvió a mencionar el tema. En mayo de 1969, Lennon y McCartney grabaron The Ballad of John and Yoko, con Lennon cantando las líneas: «Cristo, sabes que no es fácil, sabes lo difícil que puede ser, la manera en la que están las cosas, me están por crucificar». En una entrevista con la BBC, un par de meses después, Lennon se definió a sí mismo como uno de los más grandes admiradores de Cristo, habló de la Iglesia de Inglaterra, su visión del cielo y su descontento por no poder casarse con Yoko en la iglesia.
El 3 de diciembre de 1969, Andrew Lloyd Webber y Tim Rice le propusieron a Lennon interpretar el papel de Jesús en la producción teatral Jesucristo Superstar, y él se negó, aunque dijo que se habría interesado si Ono podría interpretar a María Magdalena. Lennon vuelve a mencionar a Jesús en su canción God, en 1970, cantando «no creo en Jesús», pero también cantó que él no creía ni en la Biblia, ni en Buda, ni en Gita ni en los Beatles. Los críticos de las canciones de Lennon también se enfocaban en la línea «Imagina que no hay cielo» de la canción de Lennon Imagine, de 1971.
Lennon fue asesinado el 8 de diciembre de 1980 por Mark David Chapman, quien se había indignado por el comentario de Lennon «más populares que Jesús», calificando la frase como blasfemia. Más tarde, Chapman declaró que se enfureció aún más por las canciones «God» e «Imagine», incluso cantando esta última con la letra alterada, diciendo «Imagina a John Lennon muerto».